# Jussac
Jussac (en francès i en occità) és un municipi francès situat al departament de Cantal i a la regió d'Alvèrnia-Roine-Alps. L'any 2007 tenia 1.820 habitants.

## Demografia

### Població
El 2007 la població de fet de Jussac era de 1.820 persones. Hi havia 775 famílies de les quals 205 eren unipersonals (67 homes vivint sols i 138 dones vivint soles), 275 parelles sense fills, 248 parelles amb fills i 47 famílies monoparentals amb fills.
La població ha evolucionat segons el següent gràfic:
Habitants censats

### Habitatges
El 2007 hi havia 909 habitatges, 789 eren l'habitatge principal de la família, 61 eren segones residències i 60 estaven desocupats. 846 eren cases i 63 eren apartaments. Dels 789 habitatges principals, 635 estaven ocupats pels seus propietaris, 143 estaven llogats i ocupats pels llogaters i 11 estaven cedits a títol gratuït; 4 tenien una cambra, 26 en tenien dues, 84 en tenien tres, 218 en tenien quatre i 457 en tenien cinc o més. 557 habitatges disposaven pel capbaix d'una plaça de pàrquing. A 313 habitatges hi havia un automòbil i a 382 n'hi havia dos o més.

### Piràmide de població
La piràmide de població per edats i sexe el 2009 era:
| Homes | Edats   | Dones |
| ----- | ------- | ----- |
| 4     | 95 o +  | 0     |
| 0     | 90 a 94 | 16    |
| 12    | 85 a 89 | 24    |
| 0     | 80 a 84 | 12    |
| 40    | 75 a 79 | 44    |
| 40    | 70 a 74 | 52    |
| 60    | 65 a 69 | 72    |
| 56    | 60 a 64 | 76    |
| 76    | 55 a 59 | 76    |
| 68    | 50 a 54 | 72    |
| 56    | 45 a 49 | 44    |
| 64    | 40 a 44 | 40    |
| 64    | 35 a 39 | 68    |
| 60    | 30 a 34 | 64    |
| 52    | 25 a 29 | 40    |
| 56    | 20 a 24 | 8     |
| 32    | 15 a 19 | 44    |
| 68    | 10 a 14 | 44    |
| 40    | 5 a 9   | 44    |
| 52    | 0 a 4   | 32    |

## Economia
El 2007 la població en edat de treballar era de 1.068 persones, 780 eren actives i 288 eren inactives. De les 780 persones actives 742 estaven ocupades (363 homes i 379 dones) i 38 estaven aturades (20 homes i 18 dones). De les 288 persones inactives 149 estaven jubilades, 73 estaven estudiant i 66 estaven classificades com a «altres inactius».

### Ingressos
El 2009 a Jussac hi havia 819 unitats fiscals que integraven 1.934,5 persones, la mediana anual d'ingressos fiscals per persona era de 17.400 €.

### Activitats econòmiques
Dels 64 establiments que hi havia el 2007, 2 eren d'empreses alimentàries, 2 d'empreses de fabricació de material elèctric, 7 d'empreses de fabricació d'altres productes industrials, 8 d'empreses de construcció, 11 d'empreses de comerç i reparació d'automòbils, 7 d'empreses de transport, 7 d'empreses d'hostatgeria i restauració, 2 d'empreses financeres, 1 d'una empresa immobiliària, 1 d'una empresa de serveis, 9 d'entitats de l'administració pública i 7 d'empreses classificades com a «altres activitats de serveis».
Dels 17 establiments de servei als particulars que hi havia el 2009, 1 era una oficina de correu, 1 una oficina bancària, 1 funerària, 2 tallers de reparació d'automòbils i de material agrícola, 2 paletes, 2 fusteries, 2 lampisteries, 3 perruqueries i 3 restaurants.
Dels 7 establiments comercials que hi havia el 2009, 1 era una botiga de menys de 120 m², 2 fleques, 2 carnisseries, 1 una llibreria i 1 una botiga de material esportiu.
L'any 2000 a Jussac hi havia 29 explotacions agrícoles que ocupaven un total de 1.926 hectàrees.

## Equipaments sanitaris i escolars
El 2009 hi havia 1 farmàcia i 1 ambulància.
El 2009 hi havia una escola elemental.

## Poblacions més properes
El següent diagrama mostra les poblacions més properes.